# صد (شطرنج)
صد شطرنج هو تكتيك دفاعي في الشطرنج ردا على الهجوم، A تتكون من فاصلة على قطعة بين قطعة مهاجمة الخصم وقطعة التعرض للهجوم.
لن يعمل هذا النوع من الحجب إلا إذا كانت القطعة المهاجمة من النوع الذي يمكن أن يتحرك خطيا لعدد غير محدود من المربعات مثل الملكة أو الرخ أو الاسقف وكان هناك مربع فارغ واحد علي الاقل في الخط الفاصل بين القطعة المهاجمة.
لا يكون المنع خياراً عندما تكون القطعة المهاجمة قريبة مباشرة من القطعة التي تهاجمها، أو عندما تكون القطعة المهاجمة فرسا (لأن الفرسان يقفذون فوق القطع الأخري ولا يمكن صدهم).
عندما يتم حظر هجوم الخصم على قطعة، يتم تثبيت قطعة الحذر إلي حد ما، أما نسبياً أو مطلقاً، حتى تسمح الحركة المستقبلية من أي جانب الغاء تثبيتها.
الاختيار على الملك قبل الخصم الملكة، الغراب،A اسقف يمكن في بعض الأحيان يكون قد تم حظرة عن طريق تحريك القطعة إلي مربع في خط بين قطعة فحص الخصم والملك.
ثم يتم تثبيت قطعة الحذر تماماً على الملك بالقطعة المهاجمة يمكن أن يتضمن نوع اخر من التدخل في الشطرنج وضع قطعة بين قطعتين للخصم حيث تحمي أحدي هاتين القطعتين الأخري، أو تحمي كل منهما الأخري يمكن تسميته تكتيك الشطرنج هذا بالتدخل.

## الحجب والمبادرة
عندما لا يمكن تجاهل الهجوم، يكون لدي الاعب المهاجم المبادرة قد يكون الاعب المدافع قادراً على اكتساب زمام المبادرة من خلال الصد والهجوم في نفس الوقت ، عن طريق مهاجمة مهاجم غير محمي بقطعة الحذر أو بهجوم مكتشف أو عندما تكون الكتلة بمثابة فحص أو تحقق متقاطع.